# Metylpropanoat
Metylpropanoat är en kemisk förening av kol, väte och syre med summaformeln C4H8O2. Ämnet är en ester.

## Karaktäristik
Metylpropanoat är en färglös vätska vid standardtryck och -temperatur. Ämnet är flyktigt och har en söt, fruktig romliknande doft.

## Framställning
Metylpropanoat kan framställas genom en kondensationsreaktion mellan propansyra och metanol enligt reaktionsformeln:
C2H5COOH + CH3OH → C2H5COOCH3 + H2O
Industriellt, så framställs det genom en reaktion mellan eten, kolmonoxid och metanol med nickeltetrakarbonyl.

## Användningsområden
Metylpropanoat används som lösningsmedel för bomullskrut och lacker, och som råmaterial vid tillverkning av målarfärg, fernissa och andra kemikalier såsom metylmetakrylat.
På grund av dess fruktiga doft och smak, så används det även i parfym och smaksättning.